# Rémület a sivatagban
A Rémület a sivatagban (Desperation) Stephen King amerikai író 1996-ban megjelent regénye. Magyarul először az Európa Könyvkiadónál jelent meg 1997-ben, Bihari György fordításában.

## Cselekmény
A regény eredeti címe (Desperation) arra a sivatagbéli kisvárosra utal, ahol a véletlen folytán találkozik néhány ember. A legkülönfélébb figurák csupán átutazóban volnának Desperation városán, de nemsokára olyan elhagyatott kisvárosban találják magukat, ahol egyvalaki uralkodik: Collie Entragian, Desperation város seriffje.
Cynthia Smith, John Marinville, Audrey Wyler, a kis David Carver és a többiek hamar rádöbbennek azonban, hogy valójában nem Entragian az úr Desperation városában, hanem egy másik, sokkalta hatalmasabb erő, amelynek valami köze van a városban található bányákhoz. Az összes utazónak össze kell fognia, hogy együttesen felvehessék a harcot a gonosz ellen, amelyre többen csak Tak-ként hivatkoznak. Senki sem tudja igazán, mi is, vagy ki is valójában Tak, de David, a kisfiú sejt valamit.
A Rémület a sivatagbanhoz szorosan kapcsolódik A rendcsinálók című regény, mely a számos kérdést felvető "párregény"-ének tekinthető. A rendcsinálók ugyanis szintén jelen regény néhány szereplőjének történetét meséli el, köztük Takét, de koncepciója más, hiszen az a regény Richard Bachman néven, Stephen King írói álnevén jelent meg.

## Magyar kiadás
- Rémület a sivatagban; fordította: Bihari György; Európa, Budapest, 1997

## Feldolgozás
Desperation címen Mick Garris rendezett tévéfilmet a történetből. A főszerepeket Ron Perlman, Tom Skerritt, Steven Weber és Annabeth Gish alakítja. Magyarországon Sivatagi rémálom és Kétségbeesés címmel is sugározták.